# West Wimmera Shire
West Wimmera Shire is een Local Government Area (LGA) in Australië in de staat Victoria. West Wimmera Shire telt 4.697 inwoners. De hoofdplaats is Edenhope.